# Глоях
Глоях (нем. Glojach) — коммуна в Австрии, в федеральной земле Штирия. 
Входит в состав округа Фельдбах.  Население составляет 232 человека (на 31 декабря 2005 года). Занимает площадь 3,38 км².

## Политическая ситуация
Бургомистр коммуны — Карл Труммер (АНП) по результатам выборов 2005 года.
Совет представителей коммуны (нем. Gemeinderat) состоит из 9 мест.
- АНП занимает 9 мест.